# Лебединський автобус
Лебединський автобус — система автобусного громадського транспорту міста Лебедин. Основним перевізником є приватні підприємці. Система складається з міських та приміських маршрутів. Станом на 2020 рік в місті діє 12 маршрутів.

## Історія
З 23 березня по 4 червня 2020 року через пандемію COVID-19, у місті курсував лише відомчий транспорт.
В кінці жовтня 2020 у зв’язку з карантинними заходами та відсутністю пасажирів тимчасово призупинено рух маршрутного таксі №15 (Сумська-Центр-ЗОШ№6).

## Маршрути
| Номер | Кінцева А    | Маршрут                                 | Кінцева Б           |
| ----- | ------------ | --------------------------------------- | ------------------- |
| 3     | Центр        | вул. Чернишевського                     | вул. Кобижча        |
| 4     | вул. Сумська | Центр                                   | Радянське лісництво |
| 5     | Черемушки    | Центр                                   | вул. Чернишевського |
| 6     | Черемушки    | Центр                                   | ВАТ ДЕЗ «Темп»      |
| 8     | вул. Кобижча | Центр                                   | вул. Сумська        |
| 10    | ВПУ 34       | Центр                                   | Черемушки           |
| 11    | Черемушки    | Центр                                   | вул. Кобижча        |
| 13    | СХТ          | Центр                                   | вул. Кобижча        |
| 15    | Куданівка    | вул. Сумська, Центр, ЦРЛ, ЗОШ №6, Центр | Озеро               |
| 16    | Черемушки    |                                         | Меморіал слави      |
| 17    | вул. Токарі  | Радянське Лісництво, Центр              | Черемушки           |
| 22    |              |                                         |                     |